# Macroglossum gyrans
Macroglossum gyrans is een vlinder uit de familie van de pijlstaarten (Sphingidae). De wetenschappelijke naam van de soort werd in 1856 gepubliceerd door Francis Walker als Macroglossa gyrans.

## Synoniemen
- Macroglossa zena Boisduval, 1875
- Macroglossa burmanica Rothschild, 1894
- Macroglossa bombus Mabille, 1879